# Xã Alamo, Michigan
Xã Alamo (tiếng Anh: Alamo Township) là một xã thuộc quận Kalamazoo, tiểu bang Michigan, Hoa Kỳ. Năm 2010, dân số của xã này là 3.762 người.